# Nicole Maréchal
Pour les personnes ayant le même patronyme, voir Maréchal.
Nicole Maréchal, née le 30 novembre 1957 à Stanleyville (actuelle Kisangani), est une femme politique belge, membre d'Ecolo.
Elle est candidate en Philosophie et licenciée en Information et en Art de Diffusion (ULg, 1982); journaliste: animatrice dans le secteur socio-culturel de la région liégeoise; secrétaire locale Ecolo à Liège (1989); secrétaire régionale (1990, 1991, 1993); assistante parlementaire de José Daras et Jacky Morael;  conseillère Politique d’ECOLO (2004-).

## Fonctions politiques
- Conseillère provinciale de la province de Liège (1991-95)
- députée wallonne :
  - de 1995 à 2000
- Ministre de la Communauté française, chargée de l'aide à la jeunesse, de la santé et de l'aide sociale aux justiciables:
  - de 1999 à 2004